# 스즈키 노리오 (축구 선수)
스즈키 노리오(일본어: 鈴木 規郎, 1984년 2월 14일 ~ )는 일본의 은퇴한 축구 선수로 현역 시절 포지션은 수비수이다.

## 구단 경력
FC 도쿄, 비셀 고베, 앙제, 오미야 아르디자, 베갈타 센다이, 글로벌에서 활동하였다.

## 국가대표팀 경력
그는 2003년 FIFA 세계 청소년 축구 선수권 대회에 참가할 일본 U-20 국가대표팀에 발탁되었으며, 4경기에 출전, 8강 진출에 기여했다.